# Politik i Shanghai

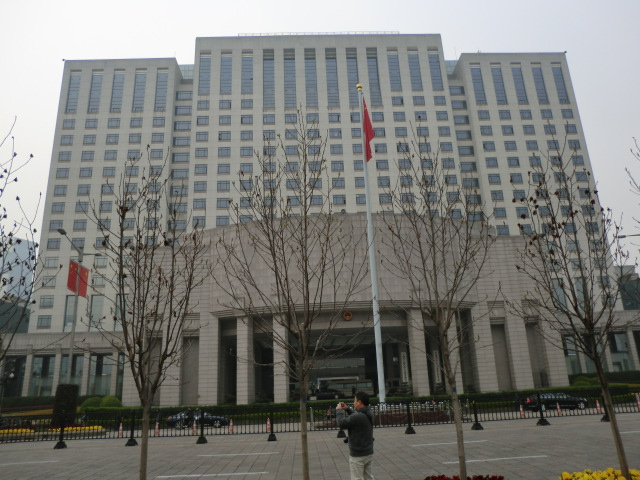
Shanghais stadshus.

Den politiska makten i Shanghai utövas officiellt av stadens folkregering, som leds av den regionala folkkongressen och borgmästaren. Storstadsområdet Shanghai befinner sig administrativt på provinsnivå, vilket betyder att borgmästaren i Shanghai är jämställd med guvernörerna i landets övriga provinser. Dessutom finns det en regional politiskt rådgivande konferens, som motsvarar Kinesiska folkets politiskt rådgivande konferens och främst har ceremoniella funktioner. Stadens borgmästare sedan 2020 är Gong Zheng.
I praktiken utövar dock den regionala avdelningen av Kinas kommunistiska parti den avgörande makten i Shanghai och partisekreteraren i regionen har högre rang i partihierarkin än borgmästaren. Sedan 2022 heter partisekreteraren Chen Jining.

## Historia

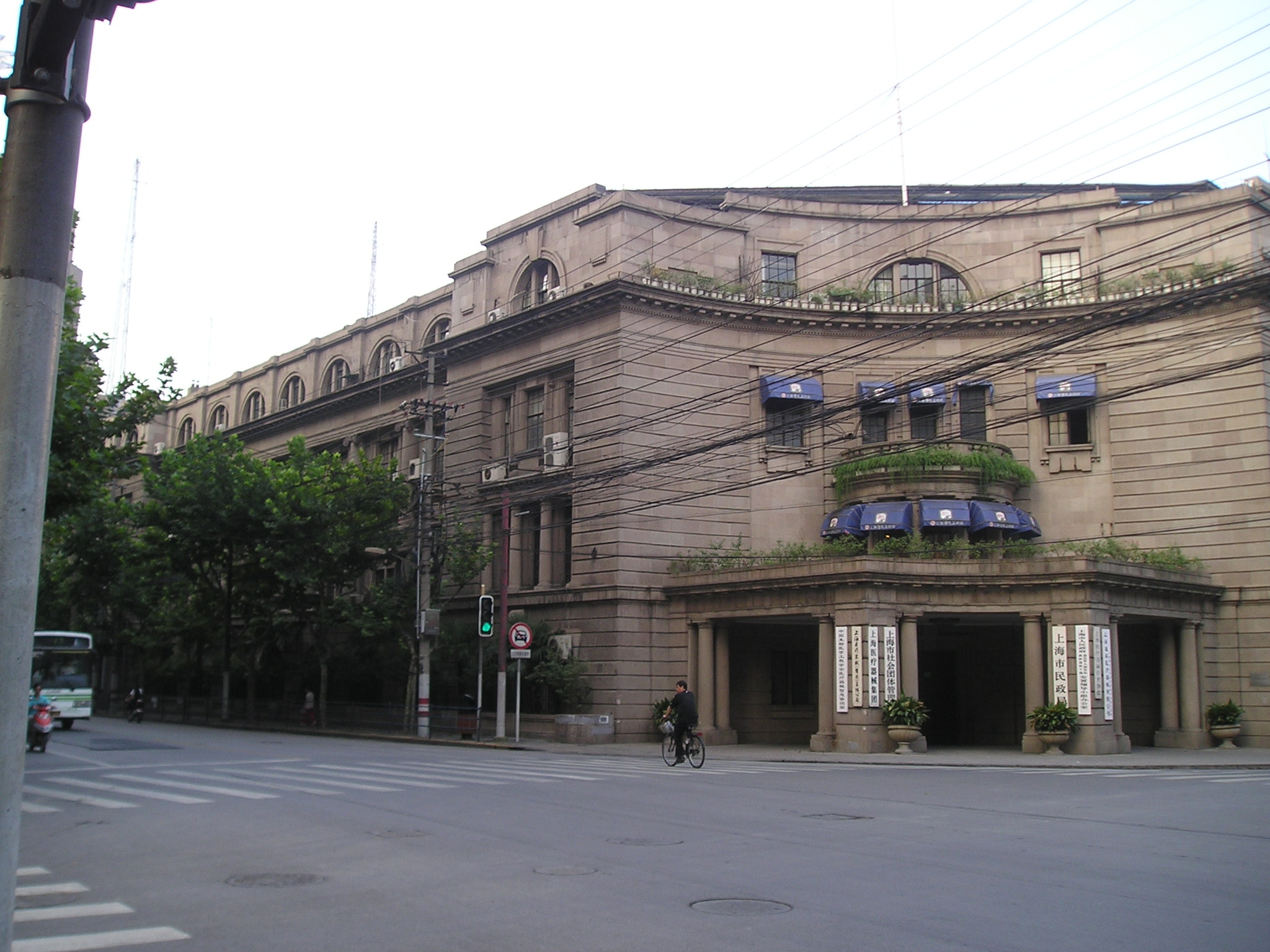
Gamla stadsfullmäktigekansliet för International Settlement.

På grund av att Shanghai öppnades som en fördragshamn 1843 under fördraget i Nanking hade staden länge en splittrad administration. Vid sidan av den kinesiska staden som lydde under Qingimperiet etablerade britterna och amerikanerna Shanghai International Settlement och fransmännen den Franska koncessionen i Shanghai. De två utländska koncessionerna styrdes av utländska bosättare och den kinesiska befolkningen hade begränsat politiskt inflytande. Först under andra världskriget avskaffades de utländska koncessionerna och staden fick en enad förvaltning.

### Under Folkrepubliken Kina
Shanghai har länge varit en ledande kraft i den kinesiska inrikespolitiken efter 1949. Under kulturrevolutionen var Shanghai ett viktigt fäste för rebellerna inom partiet och i januari 1967 lyckades en grupp radikaler ledda av Zhang Chunqiao ta makten från den lokala partiledningen. Detta blev mönsterbildande för flera liknande maktövertaganden i hela landet under 1967.
Staden har bibehålit sin ledande ställning under Deng Xiaopings reformer. När Shanghais partsekreterare Jiang Zemin utsågs till generalsekreterare i Kinas kommunistiska parti efter protesterna på Himmelska fridens torg 1989, befordrade han flera av sina skyddslingar från Shanghai-apparaten till ledande poster i partiet som fortfarande har en viktig maktställning. Den nye generalsekreteraren Hu Jintaos utrensning av Shanghais partisekreterare Chen Liangyu 2006 var ett slag mot Jiangs "Shanghai-klick".

## Borgmästare under Republiken Kina (1927-37)
Shanghais särskilda stadsfullmäktige (上海特别市政府) grundades 7 juli 1927. Det andrade namn till Shanghais stadsfullmäktige (上海市政府) den 1 juli 1930.

### Borgmästare i Shanghais särskilda stadsfullmäktige
- Huang Fu: 7 juli 1927－14 augusti 1927;
- Wu Zhenxiu: 15 augusti 1927－16 september 1927(tillförordnad);
- Zhang Dingfan: 17 september 1927－31 mars 1929;
- Chang Ch'ün: 1 april 1929－26 juni 1930;

### Shanghais borgmästare
- Chang Ch'ün: 1 juli 1929－6 januari 1932;
- Wu Tiecheng: 7 januari 1932－31 mars 1937;
- Yu Hung-Chun: 1 april-26 juli 1937 (tillförordnad)－ 27 juli-12 november 1937.

## Borgmästare under den japanska ockupationen (1937-45)

### Borgmästare för "ShanghaisDadao-regering"
- Su Xiwen: 15 december 1937－27 april 1938.

### Ledare för "Shanghais ämbetsverk"
- Su Xiwen: 28 april 1938－15 oktober 1938.

### Borgmästare i Shanghais särskilda stadsfullmäktige
- Fu Siao-en: 16 oktober 1938－11 oktober 1940 (mördad);
- Su Xiwen: 11 oktober 1940－19 november 1940 (tillförordnad);
- Chen Gongbo: 20 november 1940－11 november 1944;
- Wu Songgao: 12 november 1944－14 januari 1945 (tillförordnad);
- Zhou Fohai: 15 januari 1945－12 september 1945.

## Borgmästare under Republiken Kina (1945-49)
- Qian Dajun: 12 september 1945－19 maj 1946;
- Wu Kuo-cheng: 20 maj 1946－30 april 1949;
- Chen Liang: 1-30 april 1949 (tillförordnad), 1-24 maj (ordinarie);
- Zhao Zukang, 24 maj 1949－28 maj 1949 (tillförordnad).

## Borgmästare under Folkrepubliken Kina (1949- )
- Chen Yi, maj 1949 – november 1958
- Ke Qingshi, november 1958 – 9 april 1965
- Cao Gengqiu, december 1965 –februari 1967
- Zhang Chunqiao, 24 februari 1967 – oktober 1976
- Su Zhenhua, november 1976 – 7 februari 1979
- Peng Chong, februari 1979 – april 1981
- Wang Daohan, april 1981 – juli 1985
- Jiang Zemin, juli 1985 – april 1988
- Zhu Rongji, april 1988 – april 1991
- Huang Ju, april 1991 – februari 1995
- Xu Kuangdi, februari 1995 – 7 december 2001
- Chen Liangyu, 7 december 2001 – 21 februari 2003
- Han Zheng, 21 februari 2003 — 26 december 2012
- Yang Xiong, 26 december 2012 — 17 januari 2017
- Ying Yong, 20 januari 2017 — 12 februari 2020
- Gong Zheng, 23 mars 2020 —

## Lista över partisekreterare i Shanghai
- Rao Shushi 1949—1950
- Chen Yi 1950—1954
- Ke Qingshi 1954—1965 (avled på posten)
- Chen Pixian 1965—1967 (avskedad under Kulturrevolutionen)
- Zhang Chunqiao 1971—1976
- Su Zhenhua 1976—1979 	De facto Peng Chong
- Peng Chong 1979—1980
- Chen Guodong 1980—1985
- Rui Xingwen 1985—1987
- Jiang Zemin 1987—1989
- Zhu Rongji 1989—1991
- Wu Bangguo 1991—1994
- Huang Ju 	1994—2002
- Chen Liangyu, 15 november 2002 — 24 september 2006 (avskedad)
- Han Zheng, 24 september 2006 — 24 mars 2007 (tillförordnad)
- Xi Jinping, 24 mars 2007 — 27 oktober 2007
- Yu Zhengsheng, 27 oktober 2007 — 20 november 2012
- Han Zheng, 20 november 2012 – 29 oktober 2017
- Li Qiang, 29 oktober 2017 – 28 oktober 2022
- Chen Jining, 28 oktober 2022 –

### Fotnoter
1. ↑  Macfarquhar och Schoenhals (2006), "Shanghai's January Storm," ss. 155-169.